# 哈恩 (秘魯)
哈恩（西班牙语：Jaén）是秘魯的城市，位於該國西北部，由卡哈馬卡大區負責管轄，距離特魯希略481公里，始建於1855年2月11日，面積537.25平方公里，海拔高度729米，2007年人口135,021。